# Vladimir Arturovich Lyovshin
Vladimir Arturovich Lyovshin (tiếng Nga: Владимир Артурович Лёвшин) là một nhà toán học, nhà văn Liên Xô.

## Tiểu sử và sự nghiệp

### Tác phẩm
- Ba ngày ở nước Tí Hon (truyện thiếu nhi, 1964)
- Người mặt nạ đen ở Al-Jabr (truyện thiếu nhi, 1965)
- Thuyền trưởng Đơn Vị (truyện thiếu nhi, 1968)
- Thủy thủ Số Không (truyện thiếu nhi, 1968)